# Erioptera spinifera
Erioptera spinifera là một loài ruồi trong họ Limoniidae. Chúng phân bố ở miền Cổ bắc.